# Willie Pajeaud
Willie Pajeaud (* 1895; † 1960) war ein US-amerikanischer Musiker des New Orleans Jazz (Trompete, auch Gesang) und Bandleader.
Willie Pajeaud spielte in den frühen 1920er-Jahren in Lokalen in New Orleans, u. a. mit Sidney Vigne, Louis Nelson Delisle (1925) und in der Original Tuxedo Jazz Band. Im Alamo Club trat er mit einer eigenen Jazzband auf, in der u. a. auch Danny Barker und (als dessen Nachfolger) George Guesnon spielten.  1946 wurde der Trompeter (als Nachfolger von Dominique Remy) Mitglied der Eureka Brass Band, der er bis Ende der 1950er-Jahre angehörte und an dessen Plattenaufnahmen er mitwirkte. In New Orleans trat er außerdem mit seiner Willie Pajeaud's New Orleans Band auf, der u. a. auch die Sängerin  Blu Lu Barker angehörte. Der Diskograf Tom Lord listet seine Beteiligung an acht Aufnahmesessions zwischen 1951 und 1958.

## Diskographische Hinweise
- The Larry Borenstein Collection, Vol. 2: Willie Pajeaud's New Orleans Band (504 Records, 1955) mit Raymond Burke, Danny Barker, Len Ferguson, Blue Lu Barker